# Chiesa della Purificazione di Maria Vergine (Poncarale)
La chiesa della Purificazione di Maria Vergine è la parrocchiale di Borgo Poncarale, frazione di Poncarale in provincia di Brescia. Risale al XVIII secolo.

## Storia
La chiesa di Borgo Poncarale venne edificata negli ultimi anni del XVIII secolo e, all'inizio del secolo successivo, venne portata a compimento.
Subito dopo la sua costruzione la struttura venne ampliata con l'allungamento della navata. Venne aggiunta una nuova campata su progetto di Angelo Vita. Nel 1839 venne celebrata la consacrazione solenne.
Attorno al 1850 la torre campanaria, già esistente, fu restaurata e rialzata.
Nel 1917 gli interni vennero decorati dal pittore bresciano Giuseppe Trainini.

## Descrizione
La facciata è classicheggiante, a capanna con due spioventi ed un grande frontone triangolare con timpano affrescato.
La navata è unica.
All'interno conserva il dipinto Sposalizio di Santa Caterina di Giovanni Lazzarini e la pala dell'altar maggiore è attribuita a Gabriele Rottini.
L'organo nella cantoria presbiteriale è stato costruito nel 1890 da Porro e Maccarinelli.
Per maggiori informazioni sull'organo cliccare qui